# Ann-Marie Stadig
Ann-Marie Stadig, conocida como Mia Stadig (Sundborn, 18 de marzo de 1966), es una deportista sueca que compitió en biatlón. Ganó una medalla de plata en el Campeonato Mundial de Biatlón de 1987, en la prueba por relevos.

## Palmarés internacional
| Campeonato Mundial | Campeonato Mundial | Campeonato Mundial | Campeonato Mundial |
| Año                | Lugar              | Medalla            | Prueba             |
| ------------------ | ------------------ | ------------------ | ------------------ |
| 1987               | Lahti (Finlandia)  | Medalla de plata   | Relevos            |